# Добрият син
„Добрият син“ (на английски: The Good Son) е американски психологически трилър от 1993 година на режисьора Джоузеф Рубен, по сценарий на Иън Макюън и разпространен от Туентиът Сенчъри Фокс. Във филма участват Маколи Кълкин, Илайджа Ууд, Уенди Крюсън, Дейвид Морз, Даниъл Хю Кели и Жаклин Брукс.
Филмът е продуциран от Джоузеф Рубен и Мери Ан Пейдж и е пуснат по кината в САЩ на 24 септември 1993 г.

## Актьорски състав
- Илайджа Ууд – Марк Евънс
- Маколи Кълкин – Хенри Евънс
- Уенди Крюсън – Сюзън Евънс
- Дейвид Морз – Джак Евънс
- Даниел Хю Кели – Уолъс Евънс
- Жаклин Брукс – Алис Дейвънпорт
- Куин Кълкин – Кони Евънс
- Ашли Кроу – Джанис Евънс
- Рори Кълкин – Ричард Евънс (само на снимка)
- Гай Страус – Доктор от Аризона
- Кийт Брава – Доктор от Блекпорт
- Джеръм Гудуин – Работник във фабрика
- Андрия Хол – Женски репортер
- Боби Хюбър – Мъж с брадва

## В България
В България филмът е издаден на видеокасета от „Мей Стар Филм“ през 1998 г.
На 9 февруари 2011 г. е излъчен по bTV Cinema с български дублаж. Екипът се състои от:
| Озвучаващи артисти  | Йорданка Илова Десислава Знаменова Петя Абаджиева Христо Чешмеджиев Георги Стоянов |
| Преводач            | Соня Иванова                                                                       |
| Тонрежисьор         | Наско Кашаров                                                                      |
| Режисьор на дублажа | Здрава Каменова                                                                    |